# 212500 Robertojoppolo
212500 Robertojoppolo è un asteroide della fascia principale. Scoperto nel 2006, presenta un'orbita caratterizzata da un semiasse maggiore pari a 2,6347055 UA e da un'eccentricità di 0,1873540, inclinata di 7,86321° rispetto all'eclittica. Ha un diametro di 3,052 km.